# Idool (filosofie)

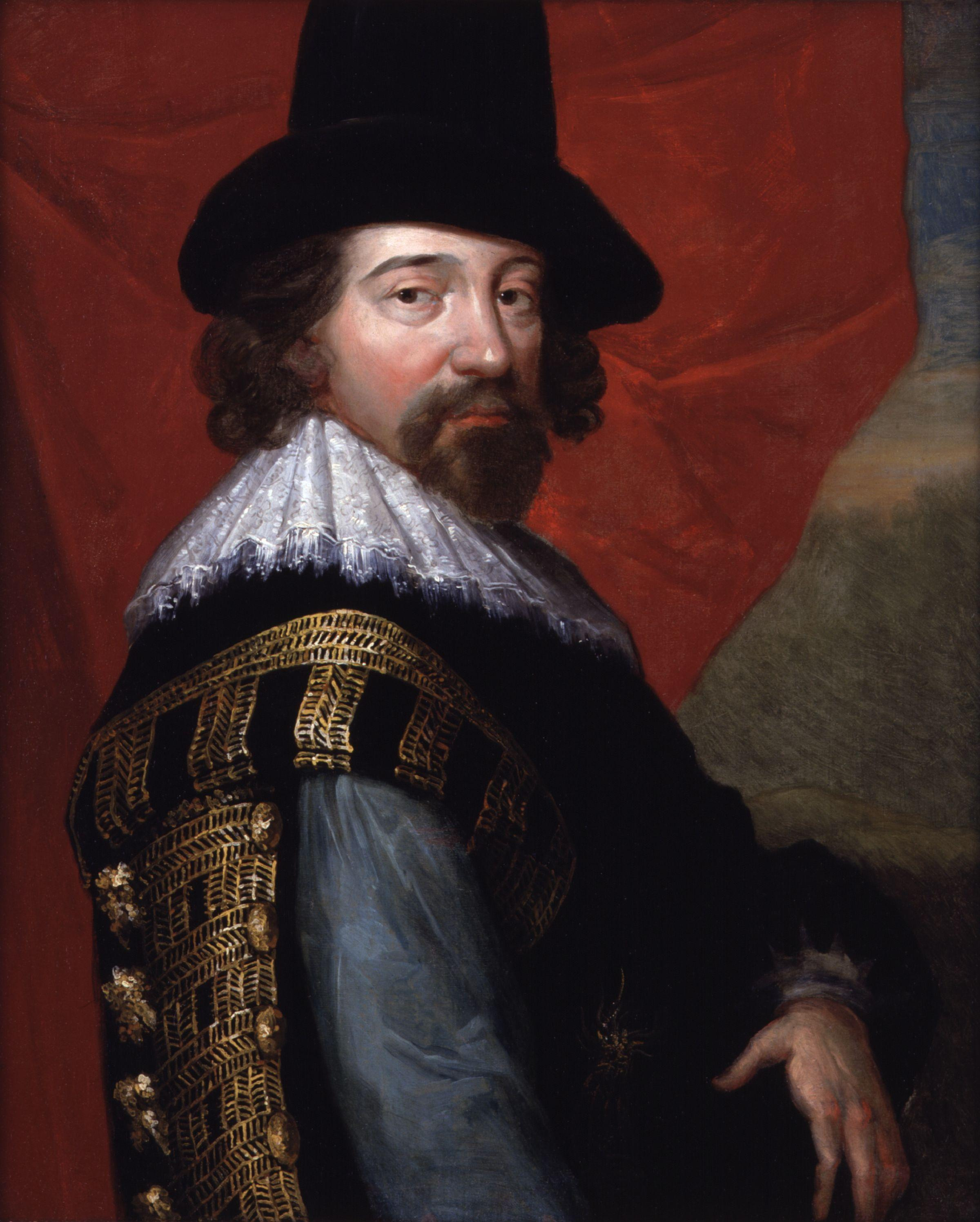
Francis Bacon

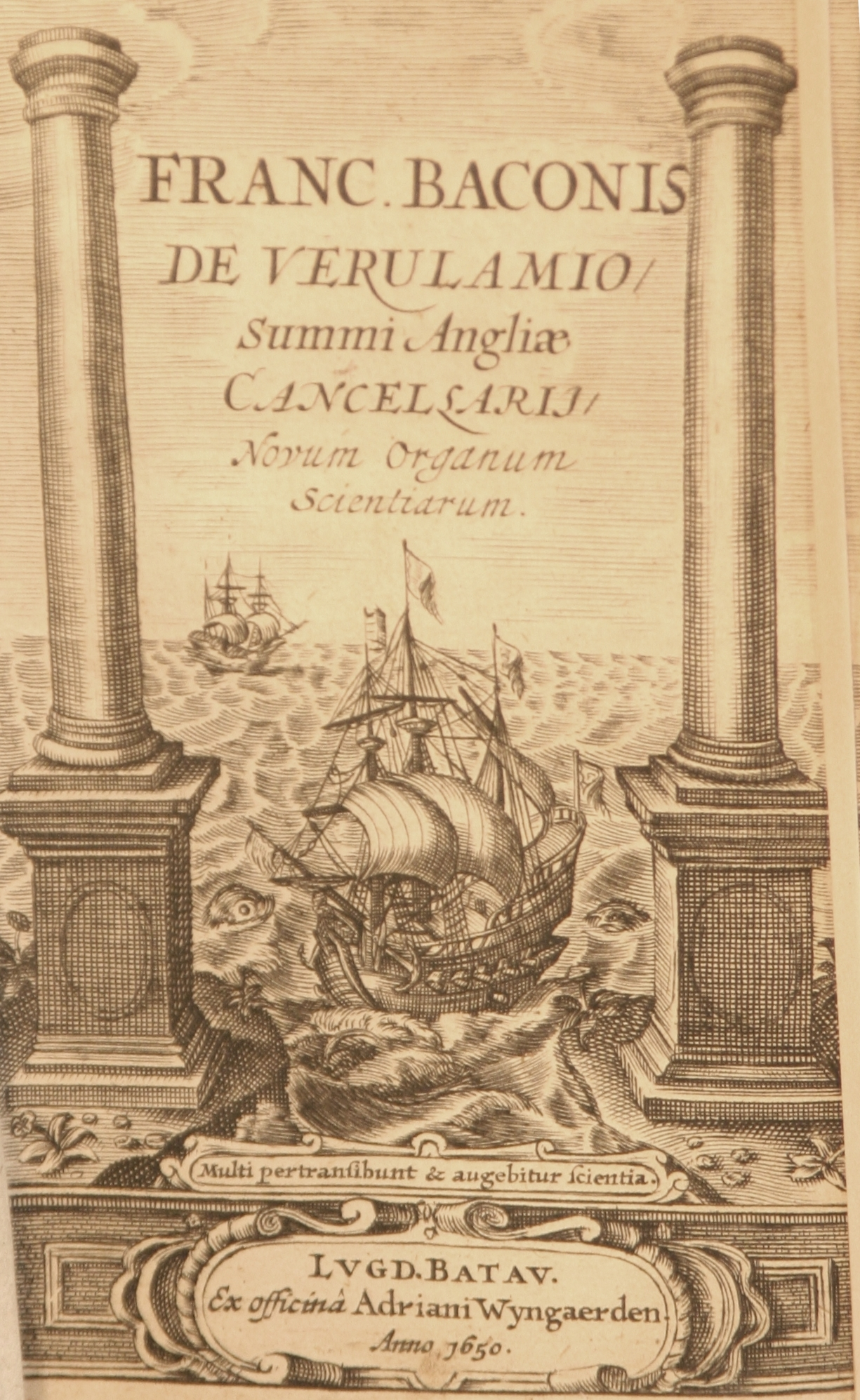
Francis Bacon, Novum Organum

In de filosofie wordt de term idool of idolen gebruikt voor epistemologische vooroordelen.
De kennismaatschappij is sterk afhankelijke van juiste / correcte informatie. Door goed onderzoek, waarbij idolen worden vermeden, kan de meest correcte informatie beschikbaar komen. Door partijen die daar minder of geen baat bij hebben wordt met quasiwetenschappelijke uitspraken die vaak gebaseerd zijn op idolen (van luisteraars en aanhangers) onwaarheden verkondigd, waar de maatschappij uiteindelijk last van heeft. Een voorbeeld hiervan is de tweestrijd over de klimaatcrisis. Sinds de door de sociale media toegenomen communicatie spelen deze idolen (kenniswetenschappelijke vooroordelen) een grote rol, mede gezien de niet aflatende stroom aan nepnieuws die via deze kanalen wordt verspreid.

## Francis Bacon
Volgens Francis Bacon zijn er vier groepen:
1. idolen van de stam
2. idolen van de grot
3. idolen van de markt
4. idolen van het theater

### Idolen van de stam
Een vooroordeel van deze soort ontstaat door onze menselijke eigenschap zeker te zijn van grote getallen en de woorden "altijd" en "nooit" (de waarschijnlijkheid). Voorbeeld hiervan is de aanname dat iets zeker is als het statistisch wordt onderbouwd bij bijvoorbeeld DNA testen. Dan is voor 99,99% zeker dat... We geloven heilig in de 99,99% maar we hebben niet in de gaten dat we ons dan laten verleiden. In rechtszaken kan dat er toe leiden dat (een onschuldig) iemand wordt veroordeeld op een aan zekerheid grenzende waarschijnlijkheid (Lucie de B.).

### Idolen van de grot
Een vooroordeel van deze soort ontstaan door onze menselijke drang of dwang om tot een groep te behoren. Wij zijn door de groep opgevoed of gevormd en hebben daardoor bepaalde vooringenomen standpunten ten aanzien de zaken in de eigen groep (positief) of (negatief) van de anderen buiten de groep of zaken die anders zijn dan in de eigen groep. Deze vooroordelen kunnen zo hardnekkig zijn dat bijvoorbeeld een fervent feministe alsnog een stereotypisch beeld heeft van de man-vrouwrelatie.

### Idolen van de markt
Een vooroordeel van deze soort ontstaat door onze taal. Bepaalde woorden of uitdrukkingen bestaan omdat iemand ze ooit heeft bedacht en in de samenleving heeft gebracht. Deze woorden hebben feitelijk geen (correcte) inhoud, maar een grote of een bepaalde groep mensen heeft er wel een "gevoel bij" of "gelooft er in". Een onschuldig voorbeeld van deze soort is het begrip "na de dood ga je naar de hemel", waarbij men steevast naar boven kijkt, alsof daar de hemel gesitueerd zou zijn. Een minder onschuldig begrip is een woord "communist" dat in de jaren 70 en 80 in Amerika werd gebruikt om mensen met een andere mening te kunnen achtervolgen. Heden ten dage is voor een groot aantal Amerikanen het nog steeds een beladen woord.

### Idolen van het theater
Een vooroordeel van deze soort ontstaat door (veelvuldige en aanhoudende) uitlatingen van voorbeeldfiguren in de samenleving. Een voorbeeld hiervan zijn de uitlatingen van oud president Donald Trump van de Verenigde Staten, die voortdurend beweerde dat de kranten fake news verspreiden. Hierdoor ontstond bij de achterban de neiging om de kranten niet meer te geloven.

## Moderne wetenschap
In de moderne kenniswetenschap en -filosofie worden de idolen ook wel biases genoemd. Een van de biases is de zogenaamde confirmation bias. Dit vooroordeel in de kenniswetenschap is de neiging op zoek te gaan naar confirmatie van dat wat men al denkt of weet. De onderzoeker gaat op zoek naar bevestiging en niet naar falsificatie.